# Anja Schneiderheinze

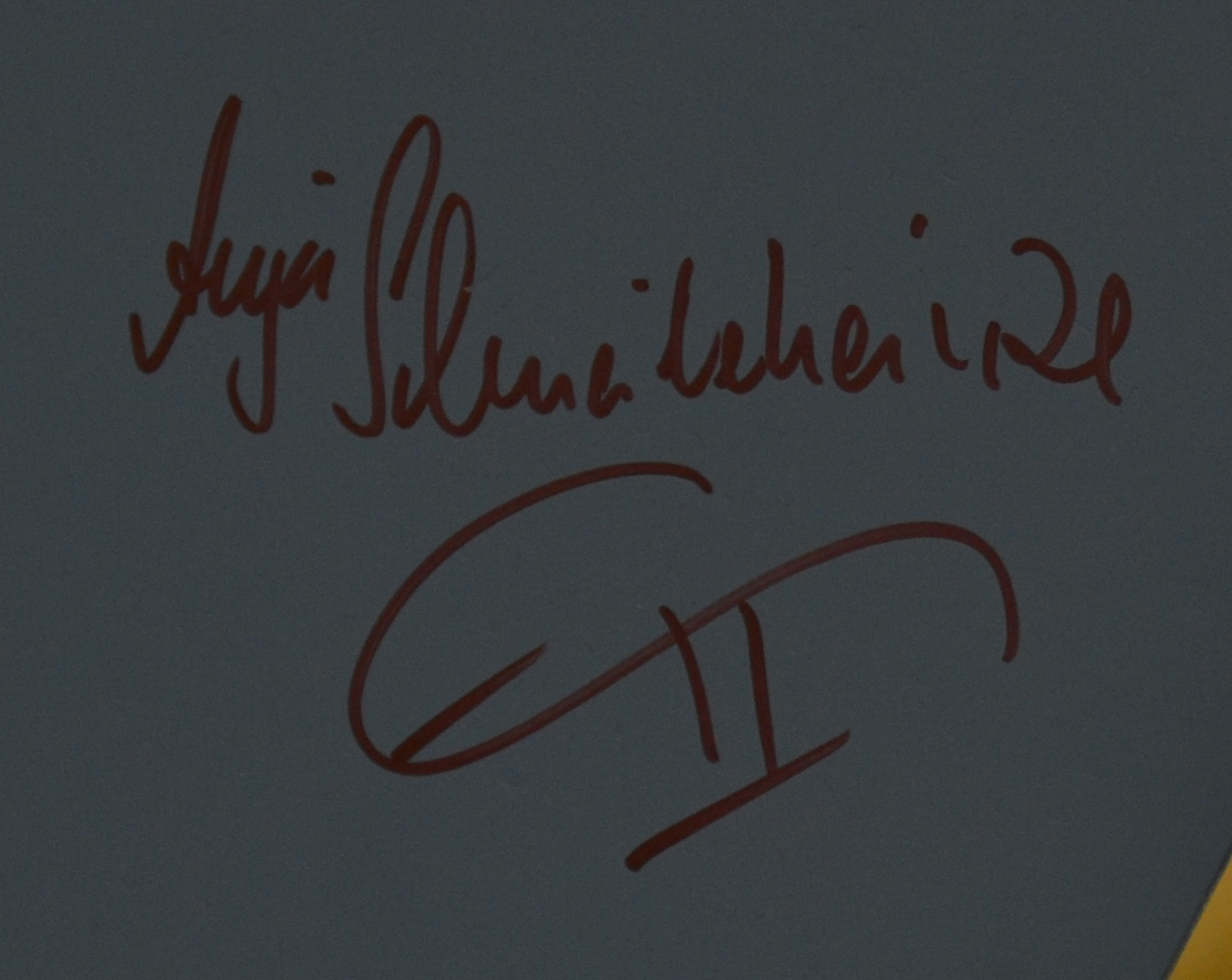
Autografo

Anja Schneiderheinze nota anche come Anja Schneiderheinze-Stöckel (Erfurt, 8 aprile 1978) è un'ex bobbista tedesca, campionessa olimpica a Torino 2006, detentrice di due titoli mondiali e altrettanti titoli europei nel bob a due, la Schneiderheinze appartiene al ristretto novero di atleti capace di vincere titoli importanti e gare di Coppa del Mondo in entrambi i ruoli di questo sport, frenatrice e pilota.

## Biografia

### Gli inizi nel pattinaggio
Prima di dedicarsi al bob, la Schneiderheinze ha praticato ad alto livello il pattinaggio di velocità su ghiaccio partecipando anche ad alcune gare di Coppa del Mondo nel 1998.

### La carriera da frenatrice
Compete professionalmente nel bob dal 2001 iniziando la sua carriera come frenatrice. Debuttò in Coppa del Mondo nella stagione 2002/03 e ottenn il primo podio nonché la sua prima vittoria il 28 novembre 2003 a Calgary con Sandra Kiriasis alla guida.
Ai Giochi olimpici invernali di Torino 2006 vinse la medaglia d'oro nel bob a due con la Kiriasis, superando le squadre statunitense ed italiana pilotate rispettivamente da Shauna Rohbock e Gerda Weissensteiner.
Inoltre ai campionati mondiali vinse l'argento a Schönau am Königssee 2004 e l'oro a Calgary 2005, entrambi nel bob a due, mentre agli europei vanta un argento vinto ad Altenberg 2005.

### Il passaggio al ruolo di pilota
Dal novembre 2007 ebbe inizio la seconda fase della sua carriera, quella di pilota, prima partecipando alla Coppa Europa e dal gennaio 2011 alla Coppa del Mondo assoluta ottenendo la sua prima vittoria nella nuova veste il 2 dicembre 2011 ad Igls. In classifica generale detiene come miglior risultato il secondo posto in classifica generale ottenuto nella stagione 2011/12.
Prende parte ai Giochi olimpici di Soči 2014 dove però non riesce ad andare oltre il decimo posto nel bob a due.

Arricchisce il proprio palmarès ai mondiali vincendo altre quattro medaglie di cui due d'oro (bob a due e gara squadre a Igls 2016) e due d'argento. Agli europei invece ottenne ulteriori quattro medaglie: due ori consecutivi vinti a La Plagne 2015 e a Sankt Moritz 2016 e due argenti.
Nel settembre del 2016 annunciò il suo ritiro dalle competizioni.

## Palmarès

### Olimpiadi
- 1 medaglia:
  - 1 oro (bob a due a Torino 2006).

### Mondiali
- 3 medaglie:
  - 3 ori (bob a due a Calgary 2005; bob a due, gara squadre a Igls 2016);
  - 3 argenti (bob a due a Schönau am Königssee 2004; bob a due, gara a squadre a Winterberg 2015).

### Europei
- 5 medaglie:
  - 2 ori (bob a due a La Plagne 2015; bob a due a Sankt Moritz 2016);
  - 3 argenti (bob a due ad Altenberg 2005; bob a due a Winterberg 2011; bob a due ad Igls 2013).

### Coppa del Mondo
- Miglior piazzamento in classifica generale nel bob a due: 2ª nel 2011/12.
- 32 podi (29 nel bob a due, 3 nelle gare a squadre):
  - 13 vittorie (nel bob a due);
  - 10 secondi posti (7 nel bob a due e 3 nelle gare a squadre);
  - 6 terzi posti (nel bob a due).

#### Coppa del Mondo - vittorie
| Data             | Luogo             | Paese       | Disciplina                           |
| ---------------- | ----------------- | ----------- | ------------------------------------ |
| 28 novembre 2003 | Calgary           | Canada      | a due con Sandra Kiriasis (pilota)   |
| 6 dicembre 2003  | Lake Placid       | Stati Uniti | a due con Sandra Kiriasis (pilota)   |
| 22 gennaio 2004  | Lillehammer       | Norvegia    | a due con Sandra Kiriasis (pilota)   |
| 25 novembre 2004 | Winterberg        | Germania    | a due con Sandra Kiriasis (pilota)   |
| 14 febbraio 2005 | Lake Placid       | Stati Uniti | a due con Sandra Kiriasis (pilota)   |
| 10 novembre 2005 | Calgary           | Canada      | a due con Sandra Kiriasis (pilota)   |
| 18 novembre 2005 | Lake Placid       | Stati Uniti | a due con Sandra Kiriasis (pilota)   |
| 16 dicembre 2005 | Cortina d'Ampezzo | Italia      | a due con Sandra Kiriasis (pilota)   |
| 20 gennaio 2007  | Igls              | Austria     | a due con Sandra Kiriasis (pilota)   |
| 10 febbraio 2007 | Cesana Torinese   | Italia      | a due con Sandra Kiriasis (pilota)   |
| 2 dicembre 2011  | Igls              | Austria     | a due con Lisette Thöne (frenatrice) |
| 20 gennaio 2012  | Sankt Moritz      | Svizzera    | a due con Lisette Thöne (frenatrice) |
| 24 gennaio 2015  | Sankt Moritz      | Svizzera    | a due con Annika Drazek (frenatrice) |

### Campionati tedeschi
- 4 medaglie[2]:
  - 1 oro (bob a due nel 2004);
  - 2 argenti (bob a due a Winterberg 2011; bob a due a Schönau am Königssee 2012);
  - 1 bronzo (bob a due a Schönau am Königssee 2007).